# Pacific Rim
Pacific Rim és una pel·lícula dirigida per Guillermo del Toro l'any 2013. És considerada com una de les millors pel·lícules del director, ja que segons fonts com la revista "The Rolling Stone" va utilitzar una sèrie impressionant d'efectes especials. Ha estat doblada i subtitulada al català.

## Argument
Quan legions de monstruoses criatures anomenades Kaiju surten de les profunditat del mar, s'inicia una guerra que matarà milions de persones i esgotarà els recursos de la humanitat durant anys. Per poder combatre els gegants Kaiju, els humans construeixen uns robots enormes anomenats Jaegers, que són pilotats per 2 humans simultàniament mitjançant un enllaç neuronal. Tot i això, els Jaegers són poc eficients contra els Kaiju. Quan la humanitat està a punt de perdre la batalla definitivament, recorren a dos herois insòlits: un ex-pilot (Charlie Hunnam) i una aprenent que encara no domina els Jaegers (Rinko Kikuchi). Els dos personatges s'uneixen per pilotar un Jaeger antiquat i obsolet per guanyar la batalla.